# Hofkirchen im Mühlkreis
Hofkirchen im Mühlkreis település Ausztriában, Felső-Ausztria tartományban, a Rohrbachi járásban , területe 23 km².

## Fekvése
Tengerszint feletti magassága 601 méter. Hofkirchen im Mühlkreis Pfarrkirchen im Mühlkreis, Putzleinsdorf, Niederkappel, Haibach ob der Donau, Sankt Agatha, Waldkirchen am Wesen, Engelhartszell és Neustift im Mühlkreis településekkel határos.

## Népesség
Lakosainak száma 1520 fő (2018. január 1.).